# Marokau (Polinesia Francesa)
Marokau es una comuna asociada de la comuna francesa de Hikueru  que está situada en la subdivisión de Islas Tuamotu-Gambier, de la colectividad de ultramar de Polinesia Francesa.

## Composición
La comuna asociada de Marokau abarca los dos atolones que forman el grupo de las Islas Dos Grupos: Marokau y Ravahere:
| Comuna asociada de Marokau |    |      |   |
| Marokau                    | 91 | 14.7 | 6 |
| Ravahere                   | 0  | 7    | 0 |

## Demografía
| Gráfica de evolución demográfica de Marokau entre 1977 y 2012 |
|                                                               |

Fuente: Insee